# Coron (Maine i Loira)
Coron és un municipi francès situat al departament de Maine i Loira i a la regió de País del Loira. L'any 2007 tenia 1.477 habitants.

## Demografia

### Població
El 2007 la població de fet de Coron era de 1.477 persones. Hi havia 516 famílies de les quals 122 eren unipersonals (67 homes vivint sols i 55 dones vivint soles), 169 parelles sense fills, 209 parelles amb fills i 16 famílies monoparentals amb fills.
La població ha evolucionat segons el següent gràfic:
Habitants censats

### Habitatges
El 2007 hi havia 602 habitatges, 533 eren l'habitatge principal de la família, 12 eren segones residències i 58 estaven desocupats. 578 eren cases i 25 eren apartaments. Dels 533 habitatges principals, 393 estaven ocupats pels seus propietaris, 130 estaven llogats i ocupats pels llogaters i 10 estaven cedits a títol gratuït; 3 tenien una cambra, 19 en tenien dues, 65 en tenien tres, 122 en tenien quatre i 324 en tenien cinc o més. 421 habitatges disposaven pel capbaix d'una plaça de pàrquing. A 233 habitatges hi havia un automòbil i a 269 n'hi havia dos o més.

### Piràmide de població
La piràmide de població per edats i sexe el 2009 era:
| Homes | Edats   | Dones |
| ----- | ------- | ----- |
| 0     | 95 o +  | 16    |
| 4     | 90 a 94 | 8     |
| 8     | 85 a 89 | 32    |
| 12    | 80 a 84 | 20    |
| 8     | 75 a 79 | 12    |
| 32    | 70 a 74 | 12    |
| 68    | 65 a 69 | 68    |
| 28    | 60 a 64 | 44    |
| 24    | 55 a 59 | 32    |
| 40    | 50 a 54 | 24    |
| 36    | 45 a 49 | 36    |
| 44    | 40 a 44 | 28    |
| 48    | 35 a 39 | 48    |
| 64    | 30 a 34 | 44    |
| 40    | 25 a 29 | 40    |
| 24    | 20 a 24 | 32    |
| 48    | 15 a 19 | 52    |
| 52    | 10 a 14 | 64    |
| 48    | 5 a 9   | 32    |
| 28    | 0 a 4   | 48    |

## Economia
El 2007 la població en edat de treballar era de 833 persones, 653 eren actives i 180 eren inactives. De les 653 persones actives 622 estaven ocupades (354 homes i 268 dones) i 32 estaven aturades (10 homes i 22 dones). De les 180 persones inactives 86 estaven jubilades, 50 estaven estudiant i 44 estaven classificades com a «altres inactius».

### Ingressos
El 2009 a Coron hi havia 557 unitats fiscals que integraven 1.479 persones, la mediana anual d'ingressos fiscals per persona era de 15.396 €.

### Activitats econòmiques
Dels 46 establiments que hi havia el 2007, 1 era d'una empresa alimentària, 2 d'empreses de fabricació de material elèctric, 2 d'empreses de fabricació d'altres productes industrials, 5 d'empreses de construcció, 11 d'empreses de comerç i reparació d'automòbils, 2 d'empreses de transport, 3 d'empreses d'hostatgeria i restauració, 1 d'una empresa immobiliària, 6 d'empreses de serveis, 8 d'entitats de l'administració pública i 5 d'empreses classificades com a «altres activitats de serveis».
Dels 12 establiments de servei als particulars que hi havia el 2009, 1 era una funerària, 3 tallers de reparació d'automòbils i de material agrícola, 1 paleta, 1 guixaire pintor, 1 fusteria, 3 perruqueries, 1 restaurant i 1 agència immobiliària.
Dels 2 establiments comercials que hi havia el 2009, 1 era una botiga de menys de 120 m² i 1 una fleca.
L'any 2000 a Coron hi havia 67 explotacions agrícoles que ocupaven un total de 2.793 hectàrees.

## Equipaments sanitaris i escolars
L'únic equipament sanitari que hi havia el 2009 era una farmàcia.
El 2009 hi havia 2 escoles elementals.

## Poblacions més properes
El següent diagrama mostra les poblacions més properes.